# 아미지몽
《아미지몽》은 SBS의 멀티미디어 사업을 담당하는 자회사 SBSi가 국내 최초로 PPL 방식으로만 제작 경비를 조달한 인터넷 영화이다. PPL 방식은 영화사가 광고료를 받고 영화에 특정 회사의 상품을 소품으로 등장시켜 광고 효과를 얻게 하는 자금 조달 방식을 의미한다. 2001년 3월 26일 오후 11시에 인터넷 사이트(www.sbs.co.kr)에서 개봉하였고, 이후 열흘간에 걸쳐 10분씩 10부작으로 방영되었다. 부분 방영이 끝난 뒤에는 총 100분 분량의 완성본이 인터넷에 공개되었다. SBS 드라마 《카이스트》 등의 드라마를 만들었던 김경용 PD가 감독을 맡았다.

## 줄거리
몸과 마음이 하나되어 한눈에 절대 헤어질 수 없는 여인을 만났던 한 남자가 있다. 삶과 죽음을 함께 하리라 생각한 그에게 갑작스레 다가온 것은 그녀의 작별인사. 그렇게 다정했던 그녀가 한순간에 변심해버린 사연을 그는 모른다. 아미의 단 한가지 소원은 지훈과 수현의 화해. 그러나 그 과정에서 아미는 자기도 모르게 지훈을 사랑하게 된다. 하지만 결정적인 순간에 역시 노미의 계략으로 지훈과 수현은 영원히 결별하게 된다. 동시에 노미는 아미에 대한 배신감과 아르고스에게 아미가 사랑하고 있음을 고하고 아미는 오르고스로부터 지훈과의 이별을 통보받는다. 아미는 정령으로서 생을 포기하고 인간이 되어 지훈을 만나겠다는 결심을 한다. 노미는 자신의 사랑을 고백하며 아미를 설득하지만 아미는 이미 죽음을 결심, 결국 사람의 몸으로 지훈을 만나려하는 아미의 계획은 노미에 의해 수포로 돌아가고 아미는 지훈의 꿈 속에 나타나 이별을 고한다.

## 등장 인물

### 주요 인물
- 이은주 : 아미 역

팬던트 목걸이의 정령. 목걸이가 지훈의 손에 들어가면서 지훈을 만나게 된다. 정령들의 장난으로 수현에게 이별 선언을 당해버린 지훈을 보며 애달아하다가, 지훈을 도와야겠다는 생각에 지훈 앞에 모습을 드러낸다. 그러다 결국 정령의 규칙을 깨고 인간인 지훈을 사랑하게 된다.
- 조승우 : 안지훈 역

백화점 주차요원. 덜렁거리고 순수한 인물. 영문모를 수현의 이별 선언에 불면증 우울증에 빠진다. 꿈속에서 나타난 아미로 인해 후유증을 극복해간다. 아미가 정령인 것을 알게 된 후 심한 혼란을 겪지만, 이미 아미와 정이 들어버린 후. 결국 정령 아미의 존재를 인정하고 사랑하게 된다. 그러나 이것은 또다른 재앙으로 나타나고, 말로는 설명할 수 없는 이상한 징후 앞에 처하게 되면서 다시 소용돌이에 휘말린다.
- 김정현 : 노미 역

수현의 핸드폰 정령. 인간을 그저 하찮은 존재로 밖에 생각치 않는다. 아미에겐 우정이상 사랑이하의 감정이라고 스스로 생각하고 있었다. 그러나 아미가 인간인 지훈을 사랑하게 되고, 그로 인해 아미가 파계될 위기에 놓이자 어떻게든 지훈과 아미를 갈라놓고자 한다. 그것이 아미를 지키는 길이기 때문이다.
- 김희은 : 민수현 역

백화점 주차 안내요원. 정령들의 장난인줄은 꿈에도 모르고 지훈에 대한 오해로 지훈에게 이별 선언을 한다.
- 신은정 : 은정 역

백화점 주차요원. 지훈과 수현의 친구.
- 정성화 : 세미 역

정령의 신 아르고스의 밀사. 덕분에 다른 정령과들과는 달리 자유로이 이동할 수 있는 능력이 있다. 장난기 많은 악동 정령.

### 우정 출연
- 강성연 : 희연 역
- 김성택 : 실연남자 역

## O.S.T
- 조승우 - "아미의 꿈"